# Коле Секо (Терни)
Коле Секо је насеље у Италији у округу Терни, региону Умбрија.
Према процени из 2011. у насељу је живело 121 становника. Насеље се налази на надморској висини од 399 м.